# Кондаков Микола Олексійович
Микола Олексійович Кондаков (1920—1979) — учасник Другої світової війни, командир вогневого взводу 1073-го армійського винищувально-протитанкового артилерійського полку 5-ї гвардійської армії 1-го Українського фронту, старший лейтенант. Герой Радянського Союзу (1990).

## Біографія
Народився 12 липня 1920 року в Жемконському наслезі, нині Вілюйського улусу Якутії, в селянській родині. Якут.
У 1938 році закінчив Вілюйське педагогічне училище. Працював учителем Хампинської початкової школи Вілюйського району.
У Червоній армії з червня 1942 року. У 1943 році закінчив Ростовське артилерійське училище. У боях Другої світової війни з грудня 1943 року.
Командир вогневого взводу 1073-го армійського винищувально-протитанкового артилерійського полку старший лейтенант Микола Кондаков 25 січня 1945 року при форсуванні річки Одер в районі населеного пункту Деберн (нині Добжень-Велькі, Польща), розташованого в п'яти кілометрах на північний захід від польського міста Ополє, підтримуючи підрозділ 173-го гвардійського стрілецького полку, першим переправив знаряддя ввіреного йому взводу на лівий берег і сприяв захопленню і розширенню плацдарму. Прямою наводкою артилерист придушив шість кулеметних точок і знищив до взводу гітлерівців.
У 1945 році старший лейтенант Кондаков М.О. звільнений у запас. Член ВКП(б)/КПРС з 1946 року. Жив в Якутську. Працював учителем, журналістом, головним редактором комітету по телебаченню і радіомовленню Ради Міністрів Якутської Автономної РСР (1946-1979 роки). Був членом Спілки журналістів СРСР.
Помер 11 липня 1979 року.

## Нагороди та звання
- Указом Президента СРСР від 5 травня 1990 року «за мужність і відвагу, проявлені в період Великої Вітчизняної війни 1941-1945 років», старшому лейтенанту Кондакову Миколі Олексійовичу посмертно присвоєно звання Героя Радянського Союзу.
- Орден Леніна.
- Орден Червоного Прапора (02.04.1945; спочатку був представлений до звання Героя Радянського Союзу)[2].
- Орден Червоної Зірки (03.09.1944)[3].
- Медаль «За доблесну працю».
- Інші медалі.
- Почесний радист СРСР.

## Пам'ять
- Ім'я Героя носить Жемконська загальноосвітня середня школа Вілюйського улусу.
- У 2005 році ім'я Миколи Кондакова присвоєно великому алмазу, видобутому в компанії «АЛРОСА»[4].
- У липні 2009 року в місті Вілюйську відкрито пам'ятник землякам — Героям Радянського Союзу: М.О. Кондакову, О.А. Миронову, М.С. Степанову[5]. До цього 22 червня 1990 року на площі Перемоги відкриті меморіальні плити на честь Героїв[6].
- Окремий пам'ятник встановлений Герою в Вілюйську.
- В жовтні 2013 року в Якутську відкрито пам'ятник Герою[7].